# یوریکا (ایلینوی)
یوریکا، ایلینوی (به انگلیسی: Eureka, Illinois) یک شهر در ایالات متحده آمریکا با جمعیت ۵٬۲۹۵ نفر است که در ایلی‌نوی واقع شده‌است.

## موقعیت جغرافیایی
موقعیت جغرافیایی شهرها و مناطق اطراف به شرح زیر است: